# المعبر (السدة)

تعديل مصدري - تعديل

المعبر هي إحدى قرى عزلة جبل عصام بمديرية السدة التابعة لمحافظة إب، بلغ تعداد سكانها 465 نسمة حسب تعداد اليمن لعام 2004.